# Famille Livingston
Pour les articles homonymes, voir Livingston.
 (juillet 2024).
Si vous disposez d'ouvrages ou d'articles de référence ou si vous connaissez des sites web de qualité traitant du thème abordé ici, merci de compléter l'article en donnant les références utiles à sa vérifiabilité et en les liant à la section « Notes et références ».
La famille Livingston est une famille ayant émigré d'Écosse vers les Provinces-Unies puis vers la Province de New York au XVIIe siècle. 

## Historique
Descendant de Alexander Livingston (cinquième Lord Livingston), elle inclut les signataires de la Déclaration d'indépendance des États-Unis, Philip Livingston, et de la Constitution des États-Unis, William Livingston. Plusieurs de ses membres furent patroons du Manoir Livingston et du Manoir Clermont au XVIIIe siècle. Parmi les descendants des Livingston, on inclut les présidents des États-Unis George H. W. Bush et George W. Bush, la Première dame des États-Unis Eleanor Roosevelt, le gouverneur de l'État de New York Hamilton Fish, l'acteur Montgomery Clift et beaucoup de membres de la riche famille Astor. Il est aussi prétendu que les excentriques Frères Collyer furent descendants de cette famille.

## Personnalités
- Robert Livingston the Elder (en) (1654-1728)
- Robert Livingston the Younger (en) (1663-1725)
- Philip Livingston (1686–1749)
- Robert Livingston (1688–1775)
- Robert Livingston (1708–1790) (en)
- Peter Van Brugh Livingston (en) (1710-1792)
- Philip Livingston (1716-1778)
- Robert Livingston (1718–1775) (en)
- William Livingston (1723-1790)
- Walter Livingston (1740-1797)
- Robert R. Livingston (1746-1813)
- John Henry Livingston (en) (1746-1825)
- James Livingston (1747-1832)
- Henry Livingston Junior (1748–1828)
- Sarah Livingston Jay (en) (1756-1802)
- Henry Brockholst Livingston (1757-1823)
- Edward Livingston (1764-1836)
- Peter R. Livingston (1766-1847)
- Henry W. Livingston (1768-1810)
- Maturin Livingston (en) (1769-1847)
- Henry A. Livingston (1776-1849)
- Edward Philip Livingston (1779-1843)
- Edward Livingston (1796-1840)
- Charles L. Livingston (1800-1873)
- Robert James Livingston (en) (1811-1891)
- Jasper Hall Livingston (1815-1900)
- Bob Livingston (1943-)